# Görgeshausen

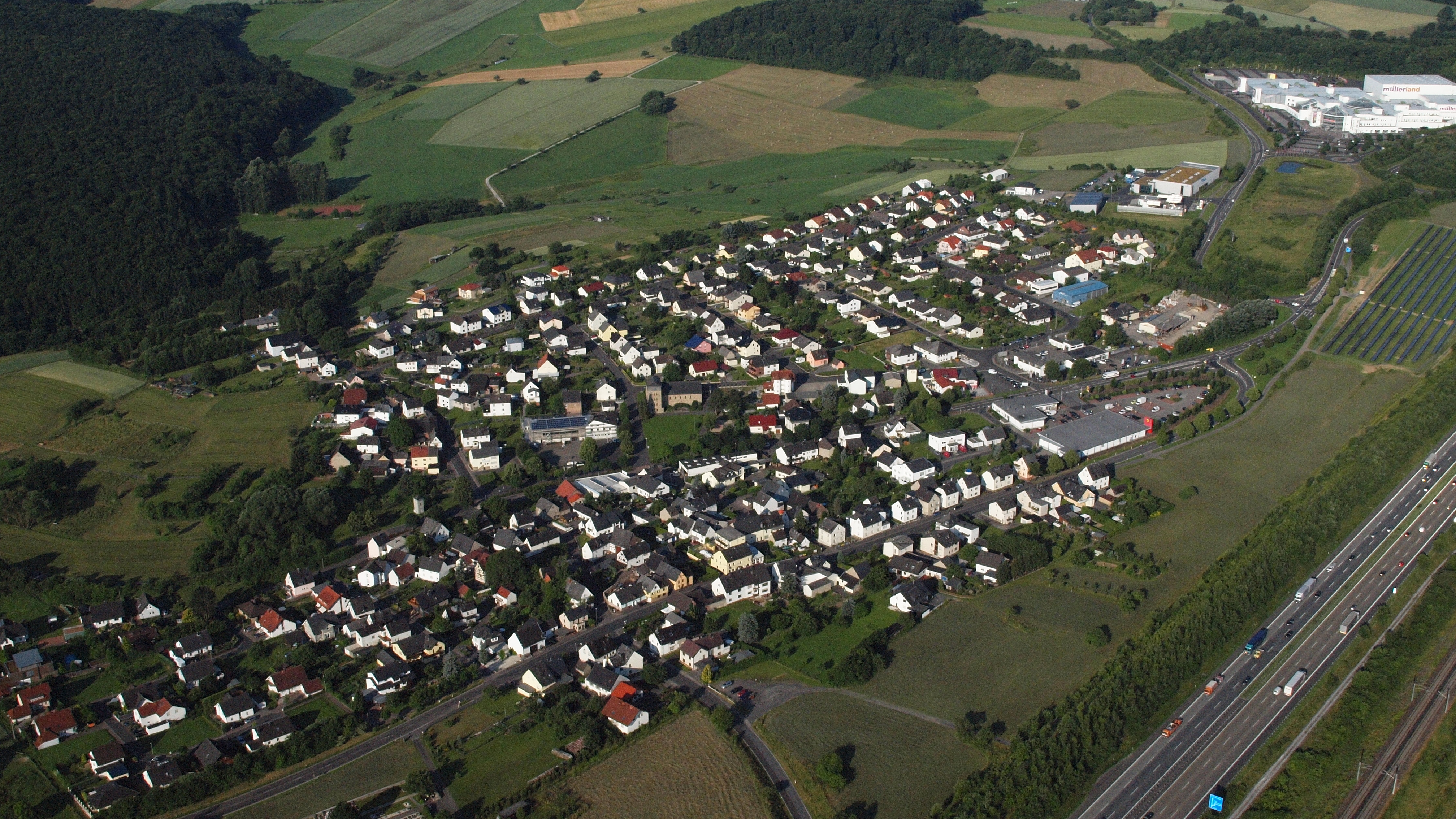
Görgeshausen

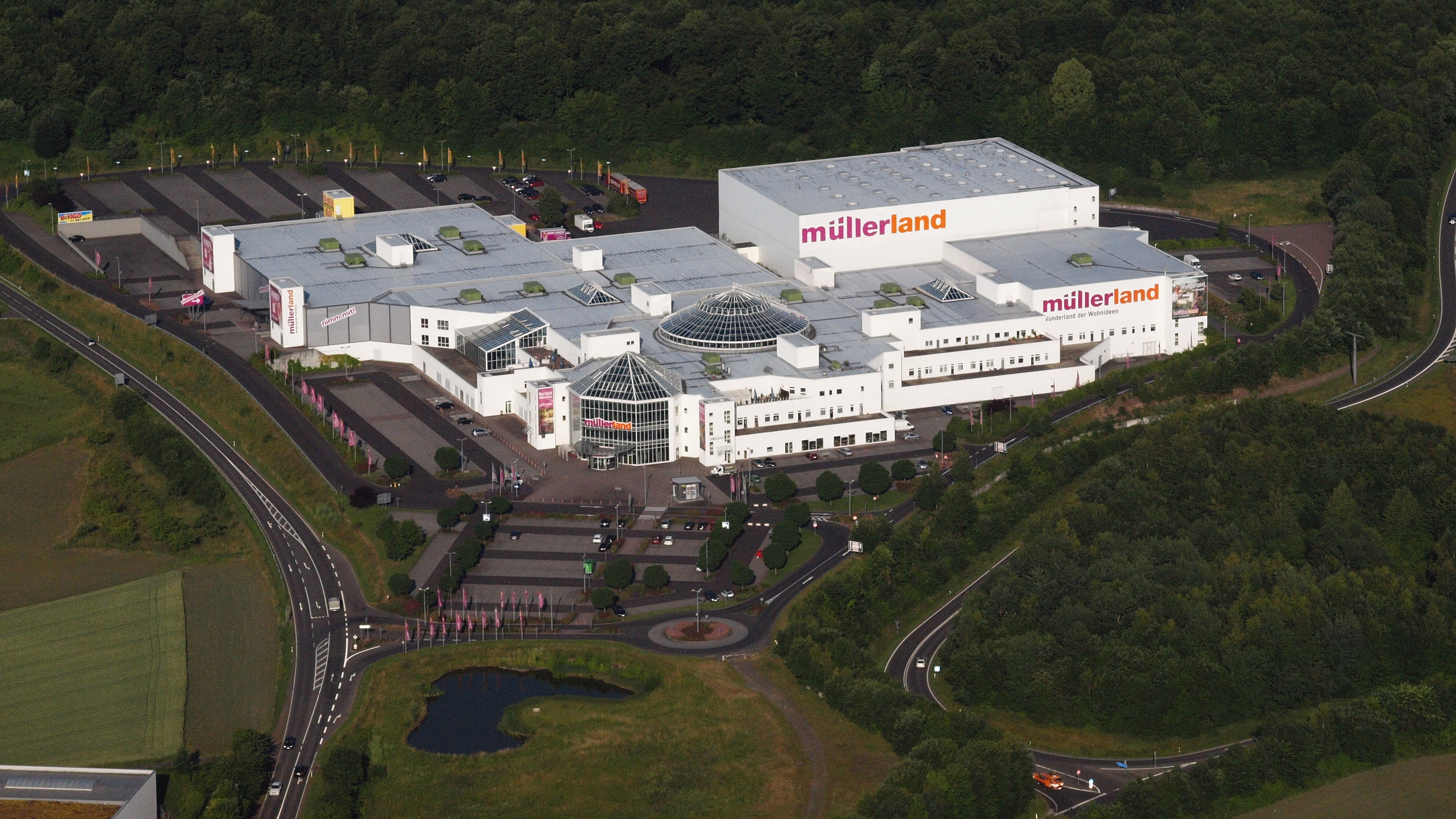
Luftaufnahme des Möbelhauses Müllerland

Görgeshausen ist eine Ortsgemeinde im Westerwaldkreis in Rheinland-Pfalz. Sie gehört der Verbandsgemeinde Montabaur an.

## Geographische Lage
Die Gemeinde liegt im Westerwald zwischen Koblenz und Gießen am Rande des Naturpark Nassau und grenzt an das Land Hessen. Im südlichen Gemeindegebiet fließt der Hambach.

## Geschichte
Görgeshausen wurde 1290 als Gerinzhausen zum ersten Mal urkundlich erwähnt. Die Endung -hausen deutet auf eine Gründung zwischen dem 6. und dem 11. Jahrhundert hin. Der Ort war Teil der Pfarrei Niedererbach im Kirchspiels Nentershausen. 1685 wurde die neu gebaute Kirche St. Joseph als Filialkirche von Niedererbach geweiht. Zu diesem Zeitpunkt war Niedererbach bereits ein eigenständiges Kirchspiel geworden, zu dem auch Görgeshausen gehörte.
1564 werden zwei Mühlen in der Gemarkung von Görgeshausen erwähnt. Eine davon ging 1670 an die Gemarkung Niedererbach über. Die andere wurde 1768 um einen Mühlgang zur Ölverarbeitung erweitert.

## Politik

### Gemeinderat
Der Gemeinderat in Görgeshausen besteht aus zwölf Ratsmitgliedern, die bei der Kommunalwahl am 9. Juni 2024 in einer Mehrheitswahl gewählt wurden, und dem ehrenamtlichen Ortsbürgermeister als Vorsitzendem.

### Bürgermeister
Martin Bendel wurde am 7. April 2021 Ortsbürgermeister von Görgeshausen. Bei der Direktwahl am 14. März 2021 war er mit einem Stimmenanteil von 72,02 % gewählt worden. Bei der Direktwahl am 9. Juni 2024 wurde er als einziger Bewerber mit 76,9 % für weitere fünf Jahre wiedergewählt.
Die Neuwahl im Jahr 2021 war erforderlich geworden, da Bendels seit 2014 amtierender Vorgänger Jürgen Kindler das Amt zum 31. Oktober 2020 aus gesundheitlichen Gründen niedergelegt hatte.
Vor Kindler war Theo Burkard 20 Jahre Ortsbürgermeister von Görgeshausen.

### Wappen
| Wappen von Görgeshausen | Blasonierung: „In Blau eine goldene Doppelflanke, darin vorn und hinten je ein grüner Lindenzweig mit Fruchtstand und zwei Blättern; in der Mitte zwei Wappen in Pfahlstellung, das obere geviert: 1 und 4 ein durchgehendes, rotes Balkenkreuz in Silber, 2 und 3 ebenfalls in Silber ein blauer Pfahl; das untere zeigt in Gold einen steigenden, rotbewehrten, blauen Löwen zwischen blauen Schindeln.“ |
| Wappen von Görgeshausen | Wappenbegründung: Der mittlere Teil des Ortswappens symbolisiert den sogenannten Löwenstein, einen Grenzstein, der ehedem die Grenze zwischen dem kurtrierischen Ort Görgeshausen und dem zu Nassau-Diez gehörenden Gebiet anzeigte. Die beiden Lindenzweige versinnbildlichen die früher auf dem Kirchhügel inmitten des Dorfes stehenden Linden.                                                         |

## Kultur und Sehenswürdigkeiten
Siehe Liste der Kulturdenkmäler in Görgeshausen

## Sport
Es gibt einen Sportverein namens Grün Weiß Görgeshausen. Dessen Hauptanliegen ist der Fußball und er spielt in der Kreisklasse A.

## Wirtschaft und Infrastruktur

### Verkehr
Die nächste Autobahnanschlussstelle ist Diez an der A 3 Köln–Frankfurt am Main, etwa einen Kilometer entfernt.
Görgeshausen wird Montag bis Freitag durch die Buslinie 530 (Montabaur – Nentershausen – Diez – Limburg) des DB-Tochterunternehmens Rhein-Mosel-Bus angefahren.
Die nächste Bahnstation für den SPNV ist der ca. drei Kilometer entfernt gelegene Haltepunkt Niedererbach an der Unterwesterwaldbahn Limburg-Staffel–Siershahn.
Ergänzend wurde das Projekt Bürgerbus ins Leben gerufen, um speziell für ältere Mitbürger eine Ergänzung zum sehr eingeschränkten ÖPNV-Angebot zu bieten.

### Energie
Seit 2007 engagiert sich die Ortsgemeinde Görgeshausen in erneuerbaren Energien. Auf die erste kleine Solaranlage mit 11,2 kWp auf dem Dach des Bauhofes folgte dann 2013 eine größere Anlage auf dem Dach der Löwensteinhalle mit 96,29 kWp.
Es erfolgte dann im gleichen Jahr 2013 die Gründung der Energiegesellschaft Görgeshausen (EEG), eine GmbH der Ortsgemeinde und der EVM Koblenz zu gleichen Anteilen, die seitdem für die wirtschaftlichen Betrieb zuständig ist.
Die erste 2013 geschaffene Freifläche mit 1327 kWp an Solarmodulen wurde dann 2018 um weitere 338 kWp erweitert, aktuell ist eine 3. Ausbaustufe in Planung.